# Nader i Simin, una separació
Nader i Simin, una separació (títol original en persa: جدایی نادر از سیمین, Jodaeiye Nader az Simin; títol anglès amb el qual la pel·lícula va ser presentada al Festival Internacional de Cinema de Berlín: Nader and Simin, A Separation) és un drama iranià de 2011 dirigit i escrit pel director Asghar Farhadi, el qual també es va fer càrrec de la producció i va ocupar la seva filla com a actriu.
La pel·lícula va ser estrenada al Festival de Cinema de Fajr el 9 de febrer de 2011. A Europa, es va projectar per primer cop el 15 de febrer de 2011 a la 61a edició del Festival Internacional de Cinema de Berlín, en el qual la pel·lícula va guanyar l'Os d'Or.
La pel·lícula està doblada al català.

## Argument
Nader i Simin són un matrimoni amb 14 anys de durada que habita Teheran amb Termeh, la seva filla d'onze anys, i el pare de Nader, que pateix d'alzheimer.
El matrimoni entra en crisi quan els plans de Simin, que vol abandonar el país amb marit i filla, són rebutjats per Nader, que es nega a deixar sol el seu malalt pare. Simin, presenta aleshores el divorci a Nader.
Quan el jutge desestima la petició de divorci, Simin es muda a casa de la seva mare i Nader es veu obligat a contractar una minyona que cuidi el seu pare mentre ell treballa al banc. La jove Razieh, embarassada de pocs mesos, accepta d'amagat el treball, sense consultar-ho prèviament al seu marit, que és empresonat poc després a causa dels seus nombrosos deutes.
Razieh, que també s'ha d'ocupar de la seva filla, es veu desbordada per la feina i descuida el pare de Nader, al qual decideix lligar al llit després que el dia anterior aconseguís escapar-se de casa.
Al retornar a la llar i trobar al seu pare estès a terra i inconscient per haver caigut del llit, Nader expulsa a Razieh de casa i, fet una fúria, l'acusa de lladre i es nega a pagar-la pels seus negligents serveis. Empesa fins a la porta, la jove ensopega i cau per les escales.
Al següent dia, Nader és informat que Razieh ha perdut el fill que esperava i és formalment acusat d'assassinat. Això no obstant, l'acusasció esdevé dubtosa quan més endavant surt a la llum que el dia abans de ser acomiadada Razieh havia sigut atropellada per un cotxe, quan buscava el senil pare de Nader pels carrers. Razieh, alhora, és acusada per maltracte del pare de Nader.
Al llarg del doble litigi, les dues families intenten arribar a una avinenca econòmica per evitar la sentència del jutge, que seria desfavorable per ambdues parts. Això no obstant, les negociacions s'encallen per una manca d'honestedat i un excés d'honor que posa en qüestió la moral d'ambues famílies, immerses en un foc entrecreuat d'acusacions i despropòsits que només persegueixen l'interès egoïsta i propi.
Amb les dues familes encara confrontades, la petició de divorci continua paral·lelament el seu curs als tribunals i el jutge pregunta a Termeh amb qui prefereix quedar-se. Això no obstant, mentre Nader i Simin esperen ansiosos la resposta de la seva indecisa filla, la pel·lícula s'acaba sense que hi hagi temps per conèixer el desenllaç.

## Repartiment
| Actor / actriu original | Personatge fictici |
| ----------------------- | ------------------ |
| Leila Hatami            | Simin              |
| Peyman Moaadi           | Naader             |
| Shahab Hosseini         | Houjat             |
| Sareh Bayat             | Razieh             |
| Sarina Farhadi          | Termeh             |
| Ali-Asghar Shahbazi     | Pare de Naader     |
| Shirin Yazdanbakhsh     | Mare de Simin      |

## Premis i nominacions
| Any  | Festival                                   | Premi                                           | Resultat  |
| ---- | ------------------------------------------ | ----------------------------------------------- | --------- |
| 2011 | Festival Internacional de Cinema de Berlín | Os d'Or                                         | Guanyador |
| 2011 | Festival Internacional de Cinema de Berlín | Os de Plata a la millor interpretació masculina | Guanyador |
| 2011 | Festival Internacional de Cinema de Berlín | Os de Plata a la millor interpretació femenina  | Guanyador |
| 2011 | Festival Internacional de Cinema de Durban | Millor pel·lícula                               | Guanyador |
| 2011 | Festival Internacional de Cinema de Durban | Millor guió                                     | Guanyador |
| 2011 | Festival de Cinema de Fajr                 | Premi del públic - Millor pel·lícula            | Guanyador |
| 2011 | Festival de Cinema de Fajr                 | Premi Crystal Simorgh - Millor cinematografia   | Guanyador |
| 2011 | Festival de Cinema de Fajr                 | Premi Crystal Simorgh Award - Millor director   | Guanyador |
| 2011 | Festival de Cinema de Fajr                 | Premi Crystal Simorgh - Best guió               | Guanyador |
| 2011 | Festival de Cinema de Fajr                 | Premi Crystal Simorgh - Best so                 | Guanyador |
| 2011 | Festival de Cinema de Fajr                 | Diploma d'honor - Millor actor secundari        | Guanyador |
| 2011 | Festival de Cinema de Fajr                 | Diploma d'honor - Millor actriu secundària      | Guanyador |
| 2011 | Festival de Cinema de Pula                 | Premi Golden Arena - Competició internacional   | Guanyador |
| 2012 | Globus d'Or                                | Millor pel·lícula estrangera                    | Guanyador |
| 2012 | BAFTA                                      | Millor pel·lícula de parla no anglesa           | Nominat   |
| 2012 | Oscar                                      | Millor pel·lícula de parla no anglesa           | Guanyador |
| 2012 | Oscar                                      | Millor guió original                            | Nominat   |
| 2012 | César                                      | Millor pel·lícula estrangera                    | Guanyador |